# Раяновци (Софийска област)
 За другото българско село вижте Раяновци (Област Видин).  
Раяновци е село в Западна България.
Част е от Община Драгоман, Софийска област. Селото се намира на 10 километра североизточно от Драгоман.

## География
Разполага се между село Големо Малово и село Мало Малово. Земята там не е подходяща за земеделие, защото е от 4-та степен.
От Раяновци започва Орнитоложкото важно място – Раяновски влажни ливади.

## История
Хората в селото са се занимавали предимно с животновъдство – овце, а не със земеделие.

## Религии
Жителите са източно православни християни. Местната църква е закрита.

## Културни и природни забележителности
Района на селото е защитен, поради високата си важност за опазване на птичето разнообазие.
През 1997 година, местността Раяновски влажни ливади, са обявени за „Орнитологично важно място“ от организацията „Bird Life International“.
В района на Раяновци, Мало Малово, Големо Малово, Цръклевци и Драгоман, са разположени местообитания на редки и застрашени видове птици. Тук има преовлажнени ливади, пасища и Драгоманското блато.
Раяновци е едно от най-важните за страната местообитания на Полската бъбрица /Anthus campestris/, Белооката потапница /Aythya nyroca/, Късопръстата чучулига /Calandrella brachydactyla/ и Градинската овесарка /Emberiza hortulana/.

## Личности
- Отец Любомир Ленков – Дългочепестият мамалигар

1. ↑  www.grao.bg